# UAZ-469
La UAZ-469 è un autoveicolo fuoristrada russo destinato esclusivamente all'Armata Rossa e costruito dalla UAZ a partire dal 1973 in sostituzione della GAZ-69.

## Storia
La UAZ-469, versione destinata ai militari, quella destinata al mercato civile è la 469b, venne progettata per superare tutte quelle insidie e difficoltà che potevano ostacolare la mobilità nel vasto e variegato territorio russo.
Si differenzia della UAZ-469B civile per la presenza della riduzione a cascata d'ingranaggi sui mozzi e differenziali di diverso rapporto e dimensioni, ponti detti a "portale", e per l'impianto elettrico schermato.
Con la sua progettazione e realizzazione essenziale è un mezzo efficiente e economico, adatto a zone estreme, dove resta estremamente competitiva per il suo basso costo e semplicità costruttiva.
Il veicolo base è telonato ed ha il parabrezza abbattibile. La versione con hard-top viene usata per impieghi logistici più pesanti. È esistita anche una versione ambulanza, la UAZ-469BG, capace di trasportare 4 feriti in barella.
La UAZ-469, può superare un guado da 0,8 a 1,2 m a seconda dell'allestimento, che può prevedere o meno l'intero sistema di accensione stagno.

## Eserciti equipaggiati
Oggi è il principale veicolo leggero dell'esercito russo ed è stato esportato in molti paesi, inclusi Afghanistan, Cuba, Egitto, Iran, Polonia e Siria.